# Eleições legislativas de Israel em 2015

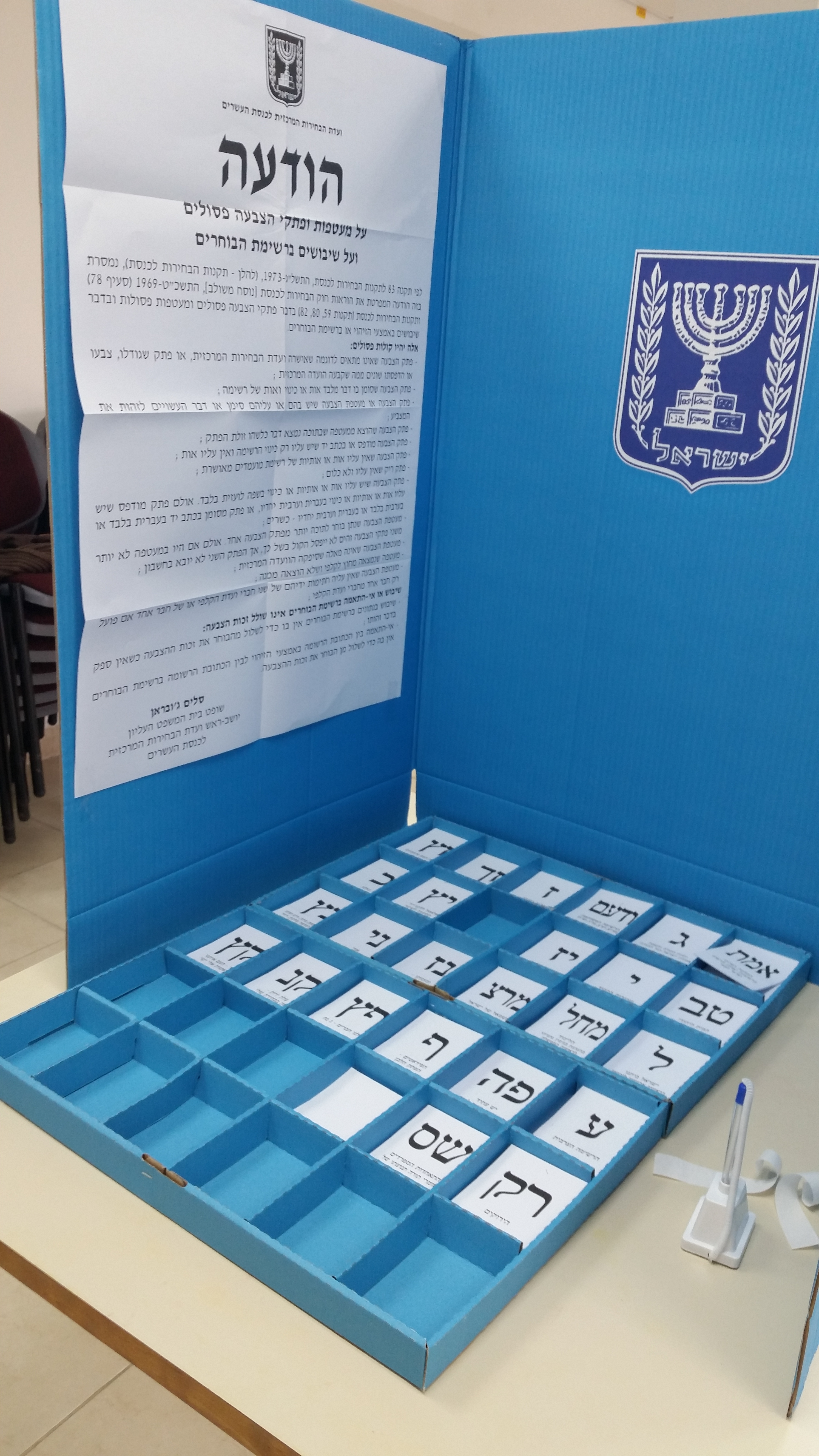
Cabine de votação israelense

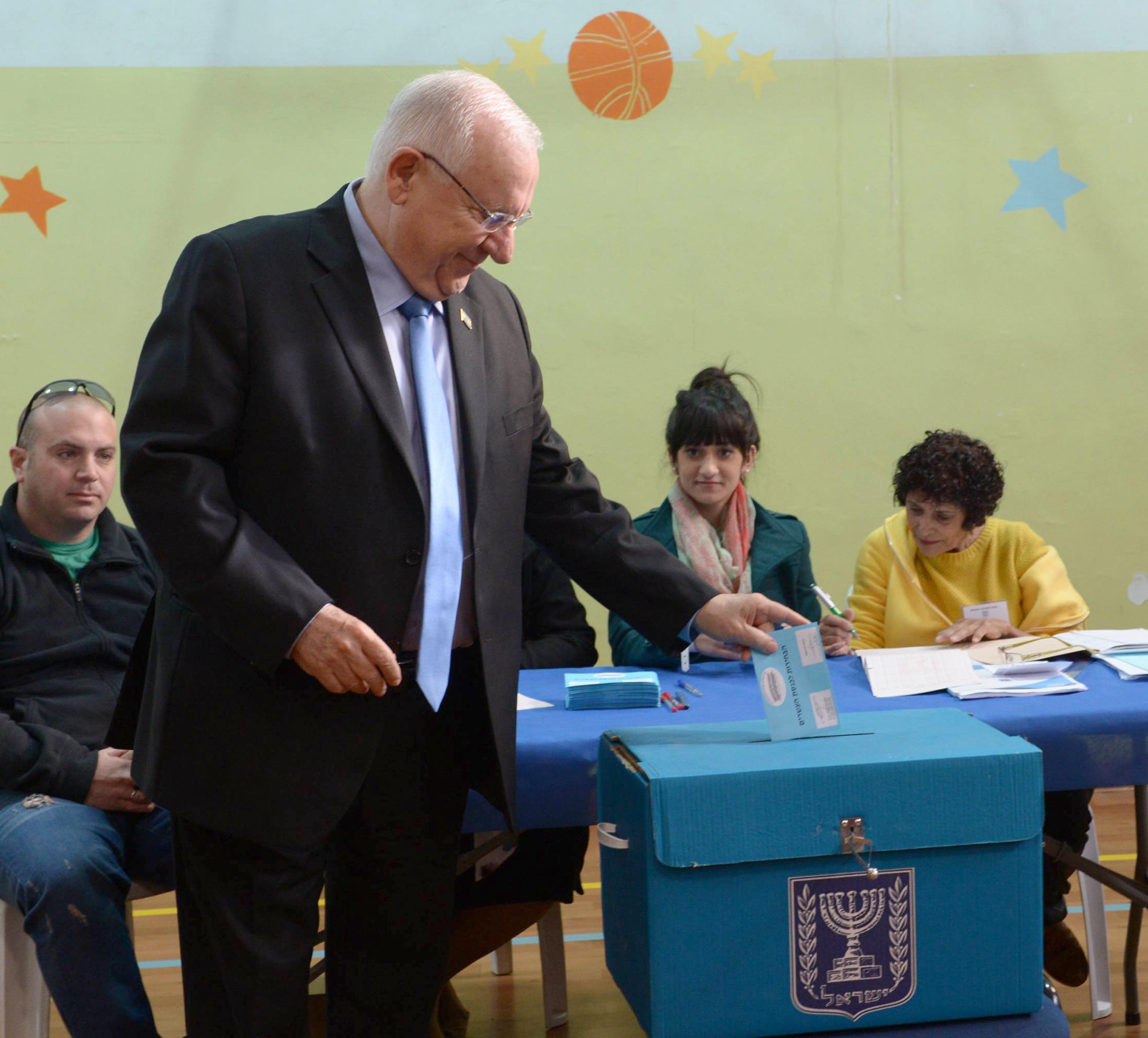
O presidente Reuven Rivlin vota em Jerusalém

As eleições antecipadas para o XX Knesset israelense foram realizadas em 17 de Março de 2015.
Divergências no seio da coligação governamental, em particular sobre o orçamento e visões sobre o "Estado judeu", levaram à dissolução do governo, em dezembro de 2014. O Partido Trabalhista e o Hatnuah formaram uma coalizão, chamada União sionista, com a esperança de derrotar o partido Likud, que liderou a coalizão de governo anterior junto com Yisrael Beiteinu, Yesh Atid, A Casa Judaica, e Hatnuah.
O comparecimento eleitoral foi de 71,8%, em comparação ao 66,6% da última eleição em 2013.

## Antecedentes
Durante o final de novembro e início de dezembro de 2014, havia sérias discordâncias entre as partes na coalizão de governo, particularmente em relação ao orçamento e uma proposta de "estado judeu". Em 2 de dezembro, o Likud anunciou que iria apoiar um projeto de lei de dissolução do parlamento, com votação prevista para 08 de dezembro. Horas mais tarde, o primeiro-ministro Benjamin Netanyahu demitiu Tzipi Livni e Yair Lapid de suas carteiras de gabinete. Na primeira leitura do projeto de lei de dissolução em 3 de Dezembro, foi aprovada por uma votação de 84-0, com uma abstenção. A segunda e terceira leituras foram realizadas no dia 8 de dezembro, com a terceira leitura sendo aprovada por 93-0.

## Resultados
| Partido                | Partido                              | Votos     | %               | +/-  | Assentos  | +/–     |
| ---------------------- | ------------------------------------ | --------- | --------------- | ---- | --------- | ------- |
|                        | Likud                                | 985 408   | 23,40 / 100,00  | -    | 30 / 120  | 12      |
|                        | União Sionista                       | 786 313   | 18,67 / 100,00  | 2,29 | 24 / 120  | 3       |
|                        | Lista Conjunta                       | 446 583   | 10,61 / 100,00  | 1,41 | 13 / 120  | 2       |
|                        | Yesh Atid                            | 371 602   | 8,82 / 100,00   | 5,51 | 11 / 120  | 8       |
|                        | Kulanu                               | 315 360   | 7,49 / 100,00   | Novo | 10 / 120  | Novo    |
|                        | O Lar Judaico                        | 283 910   | 6,74 / 100,00   | 2,38 | 8 / 120   | 4       |
|                        | Shas                                 | 241 613   | 5,73 / 100,00   | 3,02 | 7 / 120   | 4       |
|                        | Yisrael Beiteinu                     | 214 906   | 5,11 / 100,00   | -    | 6 / 120   | 7       |
|                        | Judaísmo Unido da Torá               | 210 143   | 4,99 / 100,00   | 0,17 | 6 / 120   | 1       |
|                        | Meretz                               | 165 529   | 3,93 / 100,00   | 0,62 | 5 / 120   | 1       |
|                        |                                      |           |                 |      |           |         |
|                        | Yachad                               | 125 158   | 2,97 / 100,00   | Novo | 0 / 120   | Novo    |
|                        | Ale Yarok                            | 47 180    | 1,12 / 100,00   | 0,03 | 0 / 120   | Estável |
|                        | Outros partidos (com menos de 1,00%) | 4 537     | 0,46 / 100,00   |      | 0 / 120   | Novo    |
| Votos Inválidos        | Votos Inválidos                      | 43 869    |                 |      |           |         |
| Total                  | Total                                | 4 254 738 | 100,00 / 100,00 |      | 120 / 120 |         |
| Eleitores/Participação | Eleitores/Participação               | 5 881 696 | 72,34 / 100,00  | 4,56 |           |         |
| Fonte                  | Fonte                                | CEC       | CEC             | CEC  | CEC       | CEC     |